# Arthur Beresford Pite

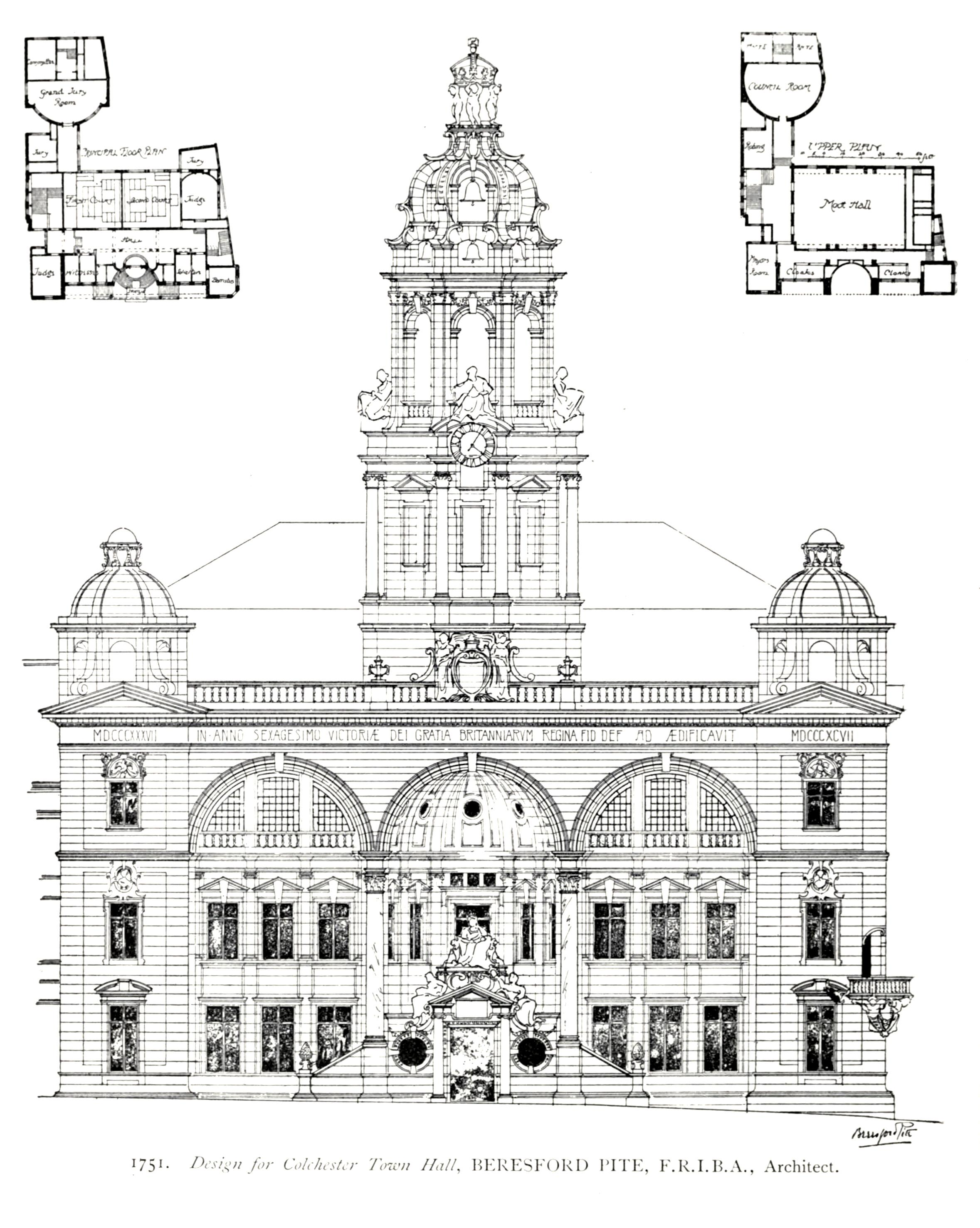
Rathaus von Colchester, Entwurf von Beresford Pite

Arthur Beresford Pite (* 2. September 1861 in Walworth, Surrey, England; † 27. November 1934 in Beckenham, Kent, England) war ein britischer Architekt, der vor allem für seine edwardianischen Bauten im Barock-Revival-Stil sowie für seine Tätigkeit als Lehrer bekannt ist.

## Leben
Arthur Beresford Pite wurde 1861 in Walworth in der Grafschaft Surrey geboren. Er war der Sohn des Architekten Alfred Robert Pite (1832–1911). Seine Ausbildung begann er an der National Art Training School in South Kensington, London. Von 1876 bis 1881 war er Lehrling im Architekturbüro Habershon, Pite & Fawckner in Cardiff, Wales. Während dieser Zeit besuchte er das University College London, wo er 1879 mit der Donaldson Medal ausgezeichnet wurde, und die Architectural Association in London. 1882 erhielt er die Soane Medal des Royal Institute of British Architects. 1882 trat er in das Büro Habershon, Pite & Fawckner in Cardiff ein. Im folgenden Jahr trat er in das Büro von John Belcher in London ein, wo er bis 1897 als leitender Angestellter tätig war. 1883 wurde er Student an den Royal Academy Schools in London. 1887 erhielt er seine Qualifikation als Architekt und wurde im darauf folgenden Jahr Mitglied des Royal Institute of British Architects (ARIBA). 1896 wurde er zum Fellow des Royal Institute of British Architects (FRIBA) gewählt. Im Jahr 1897 eröffnete er sein eigenes Architekturbüro in London. Von 1900 bis 1923 war er Professor für Architektur am Royal College of Art in London. Er lehrte auch an der Manchester School of Architecture und an der University School of Architecture in Cambridge. Von 1905 bis 1928 war er Architekturdirektor der London County Council School of Building in Brixton. Arthur Beresford Pite war 1884 Gründungsmitglied der Art Workers Guild und 1896 Präsident der Architectural Association.

## Werk

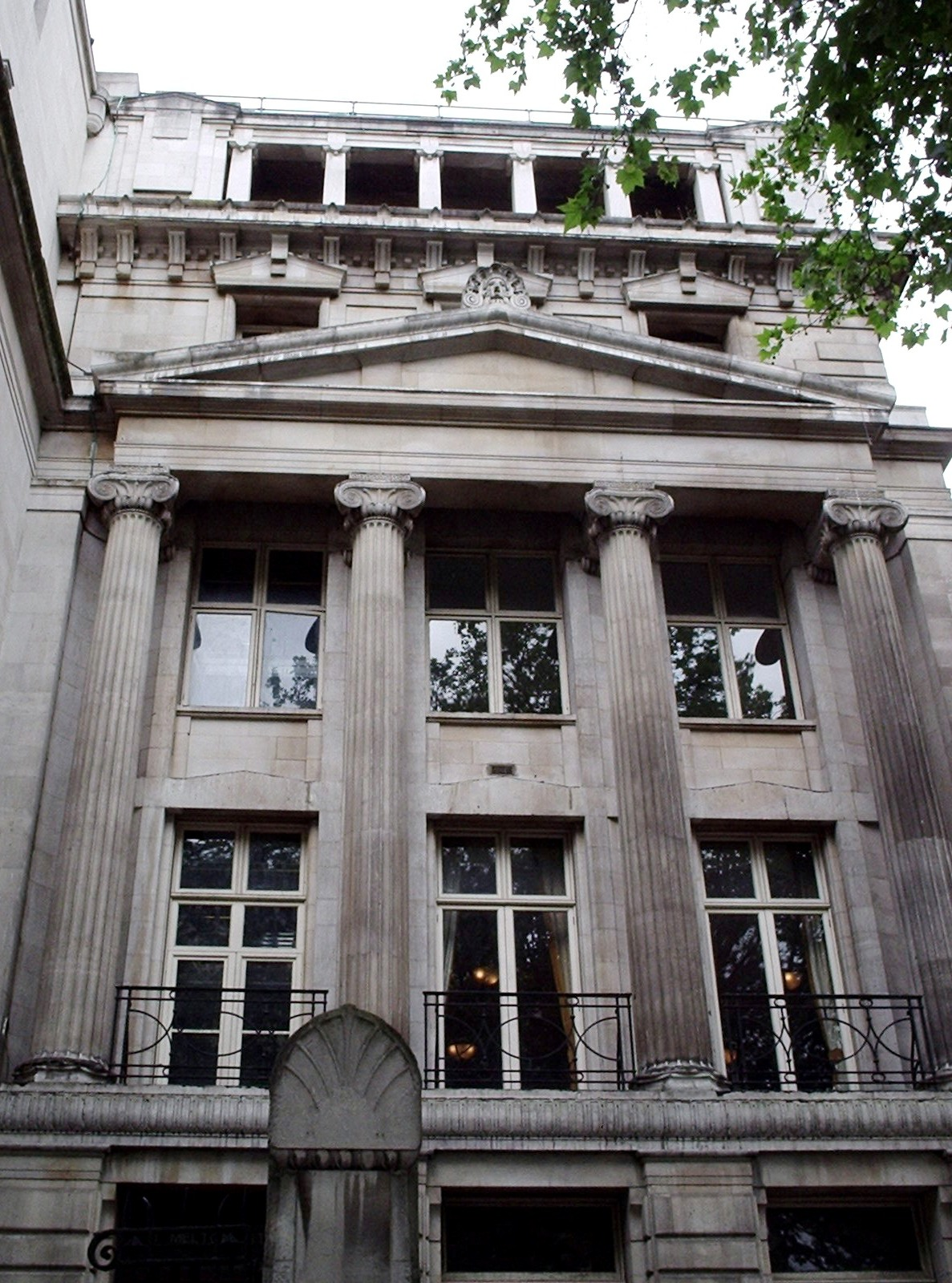
30 Euston Square London, entworfen von Arthur Beresford Pite

Arthur Beresford Pite war bekannt für seine edwardianischen Bauten, die Elemente des Barockrevivals, des byzantinischen und des griechischen Stils miteinander verbanden. Seine wichtigsten Werke sind
- Christ Church, Brixton Road, London (1897–1898)
- Eingang zur Burlington Arcade, Piccadilly, London (1911–1930)
- Anglikanische Kathedrale in Namirembe, Kampala, Uganda (1913–1918)
- Hauptsitz der London, Edinburgh and Glasgow Assurance Company, Euston Square, London (1906–1908)
- Carnegie Public Library, Thornhill Square, Islington, London (1906–1908)
- All Souls‘ School, Foley Street, Marylebone, London (1906–1908)
- Kriegerdenkmäler in Canterbury und Cheadle Hulme (beide 1921)

Charakteristisch für Pites Stil sind reich verzierte Fassaden, Mosaike und eine Mischung aus klassischen und modernen Elementen. Sein Werk spiegelt eine tiefe Wertschätzung historischer Stile wider, die er mit zeitgenössischen Bedürfnissen verband.